# Atracția (film)
Atracția (titlu original: Притяжение) este un film SF rusesc din 2017 regizat de Fiodor Bondarciuk. Complotul se concentrează asupra aterizării accidentale a unei nave spațiale extraterestre în districtul Chertanovo din Moscova.  Filmul a avut premiera în Rusia mai devreme decât era programat la 26 ianuarie 2017. Atracția a avut un succes la box office, câștigând peste 1 miliard de ruble; și-a recuperat bugetul și a avut recenzii în mare parte pozitive în presă.